# Dinu Manolache
Dinu Manolache (n. 13 mai 1955, Rogova, județul Mehedinți — d. 3 septembrie 1998, București) a fost un actor român de teatru și film.

## Biografie
Dinu Manolache s-a născut în Rogova, județul Mehedinți. A absolvit IATC-ul în 1980, în clasa profesorului Octavian Cotescu. Ulterior, a lucrat cu mari regizori români precum Mircea Veroiu, Alexa Visarion, Cătălina Buzoianu, Silviu Purcărete etc. A fost asistent la clasa profesorului Mircea Albulescu, regie, cu piesele Pădurea de William Shakespeare și Bechet. Ultimul teatru în care a regizat a fost Teatrul Mic cu piesele Trei nopți cu Madox și Desculț în parc. A scris și poezii păstrate încă în manuscris.
A murit după o lungă suferință (cancer) și a fost îngropat la Cimitirul Bellu ortodox, pe Aleea Artiștilor .
A fost căsătorit cu actrița Rodica Negrea cu care are o fiică, actrița Ilinca Manolache.

## Roluri în teatru
- Azazelo – Maestrul și margareta
- Petru cel Scurt – Niște țărani
- Marian – Ca frunza dudului
- Jean – Mitică Popescu
- Spiridon Biserică – Mielul Turbat
- Filip – Amurgul burghez
- Ligurio – Mătrăguna
- Fabritzio – "Hangita"
- Dinu - "Titanic vals"

## Roluri în film
- 1980: Cine mă strigă (regia Letiția Popa)
- 1981: Fata morgana (regia Elefterie Voiculescu) - Virgil Alexiu
- 1981: Ana și „hoțul” (regia Virgil Calotescu)
- 1982: Semnul șarpelui (regia Mircea Veroiu)
- 1982: Înghițitorul de săbii (regia Alexa Visarion)
- 1982: Năpasta (regia Alexa Visarion)
- 1982: Mult mai de preț e iubirea (regia Dan Marcoci)
- 1982: Rămân cu tine (regia George Cornea)
- 1983: Amurgul fîntînilor (regia Virgil Calotescu)
- 1983: Căruța cu mere (regia George Cornea)
- 1986: Domnișoara Aurica (regia Șerban Marinescu)
- 1987: Punct... și de la capăt (regia Alexa Visarion)
- 1988: Idolul și Ion Anapoda(teatru TV) (regia Constantin Dicu) - Ion Anapoda
- 1988: Desene pe asfalt (regia Elisabeta Bostan)
- 1991: Campioana (regia Elisabeta Bostan)
- 1992: Telefonul (regia Elisabeta Bostan)
- 1999: Fii cu ochii pe fericire (regia Alexandru Maftei)

## In memoriam
De Ziua Mondială a Teatrului din 27 martie 2016, Dinu Manolache a primit postum o stea pe „Aleea Celebrităților” din Piața Timpului (Cocor) și Placheta Orașului București, în semn de recunoaștere și prețuire pentru întreaga sa activitate în domeniul teatrului și filmului.